# Municipio de Franklin (condado de Washington, Indiana)
El municipio de Franklin (en inglés: Franklin Township) es un municipio ubicado en el condado de Washington en el estado estadounidense de Indiana. En el año 2010 tenía una población de 2301 habitantes y una densidad poblacional de 20,05 personas por km².

## Geografía
El municipio de Franklin se encuentra ubicado en las coordenadas 38°36′1″N 85°56′38″O / 38.60028, -85.94389. Según la Oficina del Censo de los Estados Unidos, el municipio tiene una superficie total de 114.76 km², de la cual 114.6 km² corresponden a tierra firme y (0.14%) 0.16 km² es agua.

## Demografía
Según el censo de 2010, había 2301 personas residiendo en el municipio de Franklin. La densidad de población era de 20,05 hab./km². De los 2301 habitantes, el municipio de Franklin estaba compuesto por el 97.57% blancos, el 0.09% eran afroamericanos, el 0.3% eran amerindios, el 0.74% eran asiáticos, el 0.04% eran isleños del Pacífico, el 0.35% eran de otras razas y el 0.91% pertenecían a dos o más razas. Del total de la población el 1.39% eran hispanos o latinos de cualquier raza.